# Junta governativa goianense de 1822-1824
Quando D. João VI transformou as capitanias em províncias, estas foram inicialmente governadas por uma junta governativa provisória.
Sete eram os membros da junta da província de Goiás:
1. Álvaro José Xavier
2. José Rodrigues Jardim
3. Raimundo Nonato Jacinto
4. João José do Couto Guimarães
5. Joaquim Alves de Oliveira
6. Luís Gonzaga de Camargo Fleury
7. Inácio Soares de Bulhões.

A junta governativa goianense administrou a província de 8 de abril de 1822 a 14 de setembro de 1824.